# Альтоп'яно-делла-Віголана
Альтоп'яно-делла-Віголана (італ. Altopiano della Vigolana) — муніципалітет в Італії, у регіоні Трентіно-Альто-Адідже,  провінція Тренто. Муніципалітет було створено в 2016 році в результаті об'єднання муніципалітетів Бозентіно, Чента-Сан-Ніколо, Ваттаро та Віголо-Ваттаро.
Альтоп'яно-делла-Віголана розташоване на відстані близько 470 км на північ від Рима, 11 км на південний схід від Тренто.
Населення — 4802 особи (2011).

## Демографія
Населення за роками:

## Сусідні муніципалітети
- Безенелло
- Кальчераніка-аль-Лаго
- Кальдонаццо
- Фольгарія
- Перджине-Вальсугана
- Тренто